# Leuchtturm und Kriegsschiff (Moderne Sage)
Die moderne Sage vom Leuchtturm und einem Kriegsschiff geht auf Anfang der 1930er Jahre erschienene Witze- und Cartoonsammlungen zurück und kursiert seit den 1990er Jahren im Internet.

## Inhalt und Verbreitung
Die Sage beschreibt die Kommunikation zwischen einem Flugzeugträger und einem Leuchtturm. Die Besatzung des Kriegsschiffes verlangt eine Kursänderung des Leuchtturmes, den sie für ein Schiff auf Kollisionskurs hält. Der Leuchtturmwärter lehnt dies ab und die Konversation eskaliert. Der Flugzeugträger, gelegentlich auch als Flaggschiff einer ganzen Flotte dargestellt, verlangt zunehmend drohend eine Kursänderung. Am Ende droht der Kommandant des Kriegsschiffes mit seiner gesamten in See befindlichen Flotte und bekommt zurückgemeldet: „Wir sind ein Leuchtturm. Bitte kommen!“
Formal ist der zugehörige Witz seit den 1930er Jahren bekannt. Die ersten Erwähnungen waren Zeichnungen, es wurde dabei eine Konversation per Megafon zwischen einem Offizier und einem Leuchtturmwärter abgebildet, beide stehen an der Reling, aufgrund von Nebel oder Bildausschnitt ist der Unterschied von Leuchtturm und Schiff zunächst nicht zu erkennen. Seit etwa 1995 findet die moderne Sage Verbreitung im Internet und wird dabei oft als tatsächliche Mitschrift verbreitet, die etwa vom U.S. Chief of Naval Operations freigegeben worden sei.
Mehrfach sind Medien auf die Geschichte hereingefallen, so 2016 Focus online.

## Beispiel
Eine klassische Version sieht wie folgt aus:

„Anbei die Niederschrift einer Funkkommunikation an der Küste Neufundlands zwischen einem US-Kriegsschiff und kanadischen Behörden im Oktober 1995. Die Freigabe der Daten durch den Chief of Naval Operations erfolgte 10-10-95, Geheimhaltungsstufe frei.
US-Kriegsschiff: Bitte steuern Sie 15° Nord, um eine Kollision zu vermeiden. Bitte kommen.
CDN: Empfehle, SIE steuern 15° Süd, um eine Kollision zu vermeiden. Bitte kommen.
US-Kriegsschiff: Hier spricht der Kommandeur eines Schlachtschiffs der US Navy. Ich wiederhole, korrigieren Sie Ihren Kurs. Bitte kommen.
CDN: Wiederhole, Sie sollten Ihren Kurs korrigieren. Bitte kommen.
US-Kriegsschiff: Wir haben unter unserem Kommando den Flugzeugträger USS Lincoln, das zweitgrößte Schiff der US-Atlantikflotte. Wir werden von drei Zerstörern, Kreuzern und verschiedenen Unterstützungsschiffen begleitet. Wir legen Ihnen dringend ans Herz, unverzüglich Ihren Kurs zu ändern, da wir ansonsten Maßnahmen zur Sicherung unseres Geleitzuges unternehmen werden.
CDN: Hier spricht Sergeant McNeill, ich befinde mich auf einem Leuchtturm. Bitte kommen.“

Einigen Flugzeugträgern wie der Enterprise, Coral Sea sowie der Nimitz und dem Schlachtschiff Missouri wurde die Anekdote zugeschrieben. Es gibt ebenso schottische oder irische Varianten, die Schiffe werden dann gelegentlich auch der britischen Marine zugeordnet.

## Rezeption
Die US Navy hatte eine eigene Website, die das Thema als Witz erklärt. Dies hinderte Mike McConnell als Direktor der National Intelligence nicht daran, es 2008 in einer Rede zu verwenden. Ebenso nahmen Isaac Asimov und Steven Covey es in Büchern auf. Die Geschichte wird gerne als Metapher für wirkungslose Übermacht sowie mangelnde Flexibilität und große Arroganz verwendet. 2004 nutzte die schwedische Marinefirma Silva den Ablauf für eine preisgekrönte Fernsehwerbung.
Aus verschiedenen Gründen ist es sehr unwahrscheinlich, dass die Geschichte tatsächlich passiert ist, was ihrer Beliebtheit dennoch keinen Abbruch getan hat. Tatsächliche Unfälle von Schiffen mit einzeln stehenden Leuchttürmen oder Feuerschiffen sind selten, so wurde das Elbow of Cross Ledge Light in New Jersey einmal und das Moreton Bay Pile Light in Australien sogar mehrfach von Schiffen gerammt. Die US-Küstenwache sieht die Anekdote als verbreiteten Witz über die Navy. Rein technisch sind solche Konversationen heute wegen der Automatisierung der Leuchttürme sehr unwahrscheinlich. Die Leuchttürme haben keine Besatzungen, die über Funk mit den Schiffen kommunizieren könnten. Hinzu kommt, dass die Küstenfunkstelle (also die Leuchtturmbesatzung) laut der Sage ihre eigene Kennung nicht zu Beginn der Konversation (und auch nicht in späteren Funksprüchen) mitteilt, was der tatsächlichen Praxis widerspricht.